# Fidelia pallidula
Fidelia pallidula là một loài ong trong họ Megachilidae. Loài này được Cockerell miêu tả khoa học đầu tiên năm 1935.